# Rajd Halkidiki 1986
Rajd Halkidiki 1986 (11. Halkidiki Rally) – 11 edycja rajdu samochodowego Rajd Elpa rozgrywanego w Grecji. Rozgrywany był od 26 do 28 sierpnia 1986 roku. Była to trzydziesta piąta runda Rajdowych Mistrzostw Europy w roku 1986 (rajd miał najwyższy współczynnik – 4) i szósta runda Rajdowych Mistrzostw Grecji. Składał się z 24 odcinków specjalnych.

## Klasyfikacja rajdu
| Miejsce                      | Kierowca                     | Pilot                        | Samochód                     | Czas                         | Strata                       |                              |
| Klasyfikacja generalna i ERC | Klasyfikacja generalna i ERC | Klasyfikacja generalna i ERC | Klasyfikacja generalna i ERC | Klasyfikacja generalna i ERC | Klasyfikacja generalna i ERC | Klasyfikacja generalna i ERC |
| ---------------------------- | ---------------------------- | ---------------------------- | ---------------------------- | ---------------------------- | ---------------------------- | ---------------------------- |
| 1.                           | Fabrizio Tabaton             | Luciano Tedeschini           | Lancia Delta S4              | 3:49:40                      | 0.0                          |                              |
| 2.                           | Attila Ferjáncz              | János Tandari                | Audi Quattro A2              | 4:02:59                      | +13:19                       |                              |
| 3.                           | Giorgos Moschous             | Dimitris Vazakas             | Nissan 240RS                 | 4:07:04                      | +17:24                       |                              |
| 4.                           | Beny Fernández               | José López Orozco            | Opel Manta 400               | 4:08:21                      | +18:41                       |                              |
| 5.                           | Stratis Hatzipanayiotou      | Tonia Pavli                  | Nissan 240RS                 | 4:11:15                      | +21:35                       |                              |
| 6.                           | Kostas Hambis                | Christos Nanos               | Opel Ascona 400              | 4:12:24                      | +22:44                       |                              |
| 7.                           | Gakis Kalemtzakis            | Akilas Mavridis              | Opel Ascona 400              | 4:13:39                      | +23:59                       |                              |
| 8.                           | Pavlos Moschoutis            | Stamatis Vellis              | Volkswagen Golf II GTi 16V   | 4:21:37                      | +31:57                       |                              |
| 9.                           | Christos Eliades             | Theodoros Vassiliades        | Opel Manta 400               | 4:22:53                      | +33:13                       |                              |
| 10.                          | Giorgos Meimaridis           | Andreas Arkentis             | Lancia 037 Rally             | 4:26:56                      | +37:16                       |                              |